# Западный баде

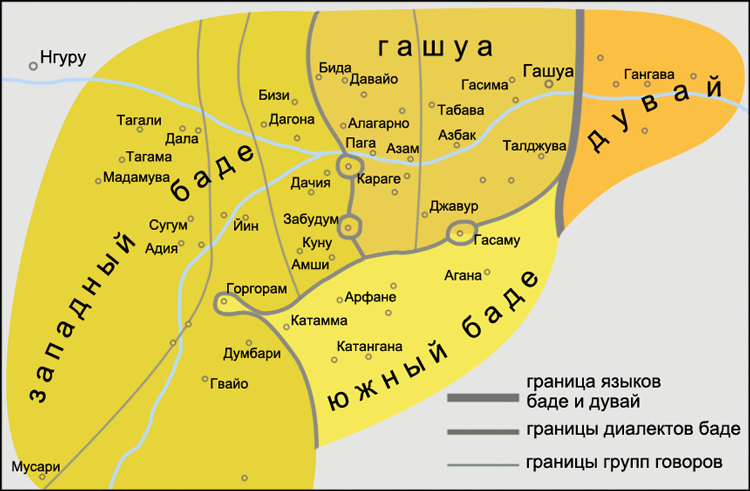
Ареал западного диалекта на карте языка дувай и диалектов языка баде

Западный баде (также амши, маагварам, магварам; англ. western bade, amshi; самоназвание: màagwàrám) — один из трёх диалектов западночадского языка баде. Распространён в населённых пунктах Амши, Дагона, Тагали, Мадамува и их окрестностях (западная часть языкового ареала баде). Согласно исследованиям американского лингвиста Р. Шу, западный баде противопоставляется современным диалектам гашуа баде (северный баде, мазгарва) и южный баде (баде-кадо). Различия западного баде с остальными диалектами сопоставимы с различиями между отдельными языками.
В области распространения западного диалекта выделяют три группы говоров (три субдиалекта) — тагали, гвайо и амши.
Носителями западного диалекта являются представители клана магвар, одного из трёх кланов (субэтнических групп) народа баде.
Западный баде выделяется на всех уровнях языка — в фонетике, грамматике и лексике. Одной из наиболее ярких черт западного диалекта является наличие у имён существительных суффикса -n < *-ni, так называемая нунация (ǝ̀gdǝ̀mǝ́n).

## История
Формирование западного диалекта языка баде связано с историческими миграциями народа баде и образованием в результате миграций обособленных групп, так называемых кланов. Западный диалект связан с появлением клана магвар.
Согласно традиционным устным преданиям народа баде, предки клана магвар переселились в современный ареал из восточных регионов — из окрестностей Дадигара (в настоящее время — область распространения языка дувай на границе с ареалом языка канури). В XVI веке представители клана магвар основали на новой территории селение Тагали, ставшее главным селением клана. Ранее область расселения клана магвар была больше современной, в неё включались более западные территории. Длительное время вплоть до середины XIX века в зависимости от клана магвар находились все остальные кланы народа баде. Со второй половины XIX века магвар оказались в подчинении клана гидгид. Представители этого клана основали на землях западных баде укреплённое поселение Горгорам.
Согласно исследованиям Р. Шу, исторически язык баде разделился на две диалектные группы, в одну из них вошли предки носителей западного и южного диалектов, а в другую — предки носителей диалекта гашуа.

## О названии
Самоназвание носителей западного диалекта языка баде — màagwàrám — отражает их принадлежность к клану магвар, одному из трёх главных кланов народа баде, населяющему западную часть этнического ареала баде. Гашуа называют носителей западного баде maagwal, южные баде — maagwaro, дувай — maagwar. Зачастую представители народа дувай и клана мазгварва (носители диалекта гашуа) не делают различий между западными и южными баде, на языке дувай и те и другие одинаково называются maagwar. В то же время обособленную группу носителей гашуа выделяют как представители западных и южных баде, так и представители народа дувай. По всей видимости, западные и южные баде в этническом отношении представляют собой две ветви единой общности, противопоставленной клану мазгварва (северным баде). Между тем, диалектного единства у западных и южных баде нет. Также среди носителей западного баде, как и среди носителей остальных диалектов, распространено самоназвание баде (в тех или иных диалектных вариациях).

## Классификация
Западный баде включает три группы говоров: тагали, гвайо и амши. Названия группам говоров даны по наиболее крупным и значимым населённым пунктам, размещённым в их ареалах. Говоры тагали находятся в западной части области распространения западного диалекта, говоры гвайо — в центральной части, говоры амши — в восточной части.
На границе ареалов соседних диалектов отмечаются говоры переходного типа. Одним из таких говоров, размещённых на границе диалекта гашуа и западного диалекта, является говор селения Забудум. Кроме того, диалектные признаки западного баде отмечаются в смешанном говоре населённого пункта Караге.
В говоре селения Забудум, ареал которого находится как на границе областей распространения западного диалекта (говоров амши) и диалекта гашуа (центральных говоров), так и вблизи от ареала южного диалекта, основой является, вероятнее всего, диалект гашуа. При этом в говоре Забудума помимо элементов диалекта гашуа представлены диалектные инновации западного баде и южного баде.
В говоре селения Караге, который размещён к северу от Забудума, отмечаются черты диалекта гашуа и западного диалекта примерно в равных долях. Его основой предположительно является диалект гашуа. По мнению Р. Шу, причиной образования смешанного говора Караге были интенсивные междиалектные контакты. Селение Караге является, и в особенности было в прошлом, крупной стоянкой караванов и торговым центром, лежащим на границе двух диалектных ареалов. В условиях постоянного общения носителей разных диалектов и сложившейся диглоссии сложился своеобразный смешанный говор.
В селении Горгорам говорят на южном диалекте. Хотя это селение и расположено в ареале западного диалекта, говор Горгорама не имеет признаков переходности и смешения, поскольку не является исконным говором данного региона, а представляет собой говор потомков переселенцев из ареала южного диалекта. Горгорам был построен как военное укрепление представителями клана гидгид на территории клана магвар в середине XIX века, потомки переселившихся туда южных баде продолжают говорить на южном диалекте до настоящего времени.
Отличия западного диалекта от гашуа и от южного диалекта, как и отличие гашуа от южного диалекта, сравнимы с отличиями между отдельными языками. В частности, диалекты баде имеют различия между собой такие же, как и с языком нгизим. Между тем, носители диалектов баде в целом сохраняют взаимопонимание между собой, а их взаимопонимание с носителями языка нгизим за целом затруднено.

## Письменность
Алфавит западного диалекта:
| Ə | A | B | Ɓ | C | D | Ɗ | E | F | G | H | I | J | K | L | M | N | Ŋ | O | P | R | S | T | U | V | W | Y | ʼY | Z |
| ə | a | b | ɓ | c | d | ɗ | e | f | g | h | i | j | k | l | m | n | ŋ | o | p | r | s | t | u | v | w | y | ʼy | z |

Для отображения на письме латеральных фрикативных согласных звуков в западном диалекте используются диграфы jl (для звонкого) и tl (для глухого). Кроме того, диграфом gh обозначается звонкий согласный, образующий пару с глухим, обозначаемым графемой h.

## Диалектные особенности

### Фонетика
К фонетическим особенностям западного диалекта языка баде относят:
1. Переход гласной ə в начальную позицию в структуре части слова типа *CəCV > əCCV, называемое Р. Шу протезой (при условии, если две согласные формируют допустимое сочетание: например, не образуют сочетание шумного и сонорного согласных). Данная языковая черта является различительным признаком диалектов баде лишь условно, поскольку она характерна для всех диалектов с единственной разницей в том, что указанная фонетическая особенность в диалекте гашуа встречается с одной стороны реже, но с другой может реализовываться в сочетаниях, которые недопустимы в других диалектах, например, к сочетании двух взрывных согласных.
2. Переход *r > r̃ (первая из согласных реализуется как ретрофлексный одноударный согласный (ɽ — в МФА), вторая — как дрожащий согласный).
3. Монофтонгизация дифтонгов *au > o, *ai > e, исключая позицию начала слова.

### Морфология
К особенностям морфологии диалекта западный баде относят:
1. Наличие суффикса -n, сохранившегося на месте показателя определённости *-ni, у имён существительных, так называемая нунация: əgdəmən «крокодил», ərwan «песня». Данное явление также известно в смешанном говоре Караге. В гашуа и южном диалекте суффикс -n отсутствует: əgdəm; əlwa/ ərwa.
2. Форма предлога «с» ɗe- или ne-. В других диалектах баде этот предлог имеет форму də-, в языке нгизим — naa.
3. Форма отрицания *bai > -m «не». Во всех диалектах баде сохранилась исконная форма отрицания bai (или сходные формы ɓai, pai, be): nən daa bai «я не приходил». В западном диалекте и в говоре Караге отрицание обрело форму суффикса -m, помещаемую в конце предложения: nə jaaja-m «я не приходил». В некоторых селениях ареала западного диалекта данное явление не отмечается.
4. Отражение в суффиксе повелительного наклонения показателей рода и числа. Формы глагола «войди»:
  - a-kf-ii (мужской род, единственное число);
  - a-kf-əm (женский род, единственное число);
  - a-kfa-wun (множественное число).

В южном диалекте этим формам соответствует общая форма единственного числа a-kfi и форма множественного числа a-kfa.
1. Зависимость выбора тона от качества начального согласного в глагольных формах условного наклонения. В глаголах западного диалекта с начальной звонкой шумной согласной тон всегда низкий, в остальных глаголах тон — высокий: ga gafi «ты б ловил»; ga karmi «ты б рубил». В остальных диалектах баде и в языке дувай тон первого слога в любом случае низкий, а последнего — высокий: ka gafi, ka karmi (в южном диалекте).
2. Наличие при образовании форм условного наклонения низкого тона у субъектных местоимений первого и второго лица множественного числа и тона, противоположного тону глагола, у остальных местоимений: ga gafi «ты б ловил»; ga karmi «ты б рубил»; но jaa gafi «мы б ловили»; waa karmi «мы б рубили». В остальных диалектах баде и в языке дувай тон всегда низкий: ja gafi; wa karmi (в южном диалекте).
3. Озвончение согласного в субъектных местоимениях второго лица: в западном диалекте на месте начальной *k- отмечается g: gə ju «ты шёл»; но kə ju (в южном диалекте); ka ju (в языке нгизим).

### Лексика
1. Инновации в западном диалекте[20]:
  - ɗíya̍n «калебас» — в диалектах гашуа, южный баде, в говоре Гасаму и в языке нгизим: fǝ̀nà.
  - ɗàvá «хороший» — в диалекте гашуа, в говоре Гасаму и в языках нгизим и дувай: bǝ̀lân.
  - kùmǝ́n «крыса» — во всех говорах и диалектах баде (gwàadǝ̀gǝ̀m), а также в языке нгизим (gáadàgùm).
  - káazǝ̀ɗàkón (по говорам — kâazán) «цыплёнок» — в диалектах гашуа, южный баде, в говоре Забудум и в говоре Гасаму (kâzá), а также в языке нгизим (gâazá).
  - ǝ̀tikǝ̀nǝ́n «нос» (и в говоре Караге) — в диалекте гашуа, в говоре Гасаму (ǝ̀stán) и в языках дувай (ǝ̀stán) и нгизим (tǝ́n).
  - sâabú «сегодня» — в диалекте южный баде и в говоре Гасаму: ùgzú, в говорах диалекта гашуа и в говоре Караге: ǝ̀bzǝ̀kú, в говоре Забудум — ùgzǝ̀kú. Возможно, также, что первичной формой является форма, распространённая в южном баде.
  - dùwún «лошадь» (и в говоре Караге) — в диалектах гашуа, южный баде, в говоре Гасаму (dìikwà) и в языке нгизим (dùukà). В праязыке баде-нгизим-дувай форма слова «лошадь» восстанавливается, вероятнее всего, как *dìikwà, в языке нгизим позднее произошла лабиализация гласной *ii и делабиализация согласной *k. Семантика словоформы dìikwán в западном баде изменилась, её новое значение — «кобыла». В языке дувай имеется форма dùwúk «лошадь», сходная с формой в западном баде. Возможно, в обоих ареалах независимо произошли сходные изменения, или же праформой слова 2лошадь" была dùwúk/dùwún, которая в дувай сохранилась, а в западном баде восстановилась заново.

## Группы говоров

### Тагали
Говоры группы тагали распространены в западной части ареала западного диалекта, в селениях Тагали, Тагама, Мадамува и других. Данные говоры выделяют в основном по грамматическим особенностям. В отличие от говоров гвайо говоры тагали, как и говоры амши, выделяются изограммами явлений, имеющих повсеместное распространение — гвайо выделяется только одной грамматической инновацией, употребляющейся в речи носителей неустойчиво и распространённой не во всех частях ареала.
К числу говоров тагали относится, по-видимому, и говор селения Дала, поскольку в нём распространена морфологическая черта, общая с говорами селений Тагали, Тагама и Мадамува: использование в 1-м лице единственного числа объектных местоимений с определёнными глаголами преимущественно формы -daa(ne) в сравнении с формой (a)yu: aa-kwtə-daa «возьми меня» (тагали), aa-kwtə-daane (дала), но aa-kwtəm-ayu (гвайо), aa-kwti-yu (амши). По этой черте Р. Шу предполагает возможным выделение особой подгруппы с говорами Тагали, Тагама и Мадамува и Дала в пределах группы говоров тагали.
Основные черты говоров тагали:
1. Наличие низкого (или нисходящего) тона у объектных местоимений 3-го лица в отличие от говоров амши, в которых в этих формах местоимений отмечается высокий тон или даунстеп. По данной черте говоры тагали сближаются с говорами гвайо, южным диалектов баде, диалектов гашуа, языками дувай и нгизим.
2. Краткие гласные во всех формах субъектных местоимений сослагательного наклонения. Данное явление противопоставляет говоры тагали с остальными диалектами баде и языком нгизим группе говоров амши, в которых в 1-м и 2-м лицах множественного числа субъектных местоимений сослагательного наклонения отмечают долгие гласные.
3. Утрата суффикса лица перед объектными местоимениями в императиве, как и в говорах гвайо. В говорах амши суффикс сохраняется в случае, если местоимений является прямым дополнением. Например, в формах женского рода единственного числа: aa-kwt-əm «возьми», aa-kwt-əm aci «возьми его» (тагали), но aa-kwt-əm «возьми», aa-kwti-ci «возьми его» (амши).
4. Чередования звонких и глухих согласных в объектных местоимениях. В субъектных местоимениях 2-го лица единственного числа и 3-го лица в формах сослагательного наклонения отмечаются следующие чередования:

| диалекты    | диалекты | диалекты | перевод       |
| тагали      | амши     | гашуа    | перевод       |
| ----------- | -------- | -------- | ------------- |
| ta gafə-ci  | da gafi  | ta gafi  | «он бы ловил» |
| ka gaf-ii   | ga gafi  | ka gafi  | «ты б ловил»  |
| da karmə-ci | da karmi | ta kalmi | «он бы рубил» |
| ga karm-ii  | ga karmi | ka kalmi | «ты б рубил»  |

В случае, если в первом слоге глагола начальная звонкая шумная согласная, то у местоимения согласная становится глухой. Во всех остальных случаях согласная местоимения звонкая. В других говорах западного диалекта согласная местоимения всегда звонкая. В других диалекта баде и в языке дувай согласная всегда глухая. По всей вероятности, формы с глухими согласными являются в баде исконными.
1. К числу лексических особенностей, распространённых в тагали, относят[22]:
  - bàasú «сказать» — в говорах тагали, ǝ̀lhú' — в говорах амши и в говоре Забудум, ɗàrú — в говорах гвайо, zǝ̀nú — в диалектах гашуа и южный баде, а также в говорах Караге и Гасаму, zǝ̀nyùwó — в языке дувай.
  - sàkàtánón «мотыга» — в говорах тагали и в говорах северной части ареала говоров гвайо, dàbí — в говорах амши, в диалектах гашуа и южный баде, в языке нгизим, а также в говорах Гасаму, Караге и Забудум.

### Гвайо
Говоры гвайо выделяются главным образом негативно по отсутствию инноваций, распространённых в ареалах соседних групп говоров, тагали и амши.
1. К числу лексических особенностей, распространённых в гвайо, относят[22]:
  - ɗàrú «сказать» — в говорах гвайо, bàasú — в говорах тагали, ǝ̀lhú' — в говорах амши и в говоре Забудум, zǝ̀nú — в диалектах гашуа и южный баде, а также в говорах Караге и Гасаму, zǝ̀nyùwó — в языке дувай.
  - sàkàtánón «мотыга» — в говорах северной части ареала говоров гвайо, а также в говорах тагали, dàbí — в говорах амши, в диалектах гашуа и южный баде, в языке нгизим, а также в говорах Гасаму, Караге и Забудум.

### Амши
1. К числу лексических особенностей, распространённых в амши, относят[22]:
  - ǝ̀lhú «сказать» — в говорах амши и в говоре Забудум, ɗàrú — в говорах гвайо, bàasú — в говорах тагали, zǝ̀nú — в диалектах гашуа и южный баде, а также в говорах Караге и Гасаму, zǝ̀nyùwó — в языке дувай.
  - dàbí «мотыга» — в говорах амши, данная форма широко распространена в остальных ареалах языка баде — в диалектах гашуа и южный баде, а также в говорах Гасаму, Караге и Забудум, кроме того, она известна в языке нгизим, sàkàtánón — в говорах северной части ареала говоров гвайо, а также в говорах тагали.